# Psilotophyta

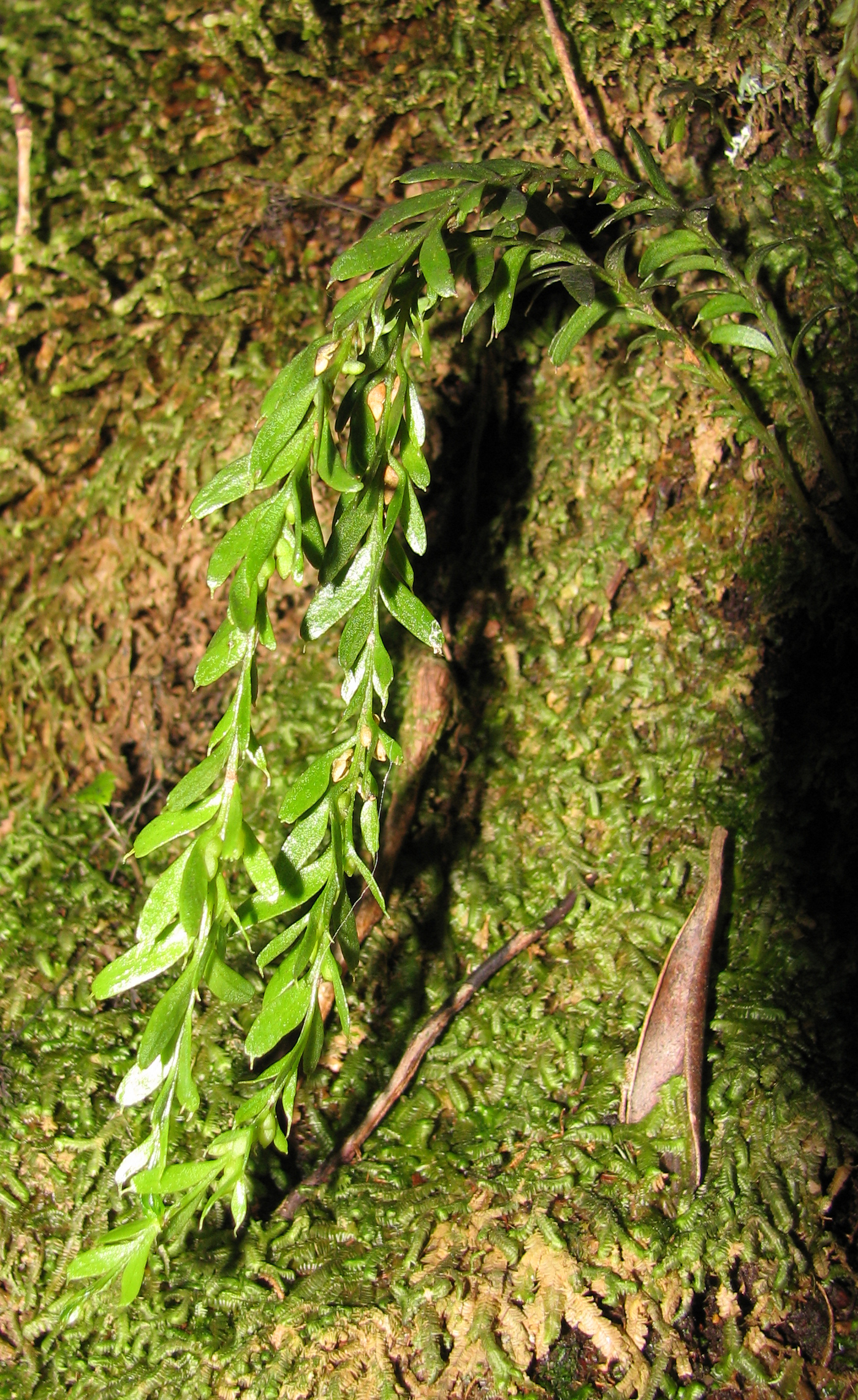
Tmesipteris elongata

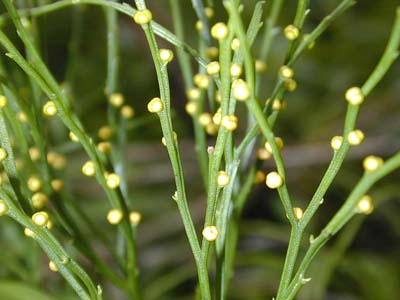
Psilotum nudum med sporangier

Psilotophyta, kvastormbunkar, även kallad Psilophyta, är en division växter. I divisionen finns endast en familj, Psilotaceae och den består endast av två släkten: Psilotum, en liten växt som finns i torra tropiker, och Tmesipteris, en epifyt funnen i Australien, Nya Zeeland och Nya Kaledonien. Kvastormbunkar har inte riktiga rötter och inga blad men små fjäll på grenarna och trådlika rhizoider. Trots att de ytligt sett liknar de tidiga landväxterna verkar de snarare vara släkt med ormbunkar. Inga fossil av kvastormbunkar har hittats. De har tjockväggiga gula sporangier och är isospora (har bara en sorts sporer). Liksom hos andra kärlväxter är den gröna växten den diploida generationen (sporofyten), den haploida generationen (gametofyten) är underjordisk och är mykorrhizaberoende.